# Branding strategic
Branding strategic este o relație de convingeri pe care un marketer le are atunci când creează o soluție pentru o vânzare. Branding-ul strategic este de asemenea o structură informațională care permite relatarea diferitelor produse într-un cadru logic. Prioritatea cu care produsele sunt formate este referită ca fiind de întâietate atunci când rezolvarea unor anumite carențe ale strategiei sunt într-un plan non-conformist adaptat. Starea cu care încadrarea defectelor unui produs este viabilă trebuie să fie realizată de o înțelegere între relația client-produs. Diferența dintre branding și marketing este că un strat psihologic modern care realizează o stare ce se poate întruchipa într-o realitate care merită analizată într-un mod constructiv ce deflectează diferite substraturi logice și informaționale. Branding-ul strategic este o realizare a neutralității față de produs. Orice produs este un produs consecvent atunci când se rezumă la capacitatea sa de a relata diferite valori care se supun calității produsului respectiv. Produsul întruchipează o succesiune de informații în mintea clientului care sunt relatate cu stări de dispoziție aferente.
Branding-ul strategic este o oportunitate pentru un marketer să dezvolte un concept de neutralitate asupra produsului său. Acest proces trebuie să fidelizeze loialitatea fiecărui client în parte pentru a organiza un fond decisiv suficient de colateral pentru a înțelege aptitudinile cu care se confruntă o persoană care face branding în fiecare zi.

## Referinte
1. ↑  The 22 Immutable Laws of Branding, Al Ries and Laura Ries, pag 22-pag 28
2. ↑  The Difference Between Marketing and Branding
3. ↑  Home (PDF) (în engleză), ANA Educational Foundation, arhivat din original (PDF) la 11 iunie 2016, accesat în 2 decembrie 2015
4. ↑  The 22 Immutable Laws of Branding, Al Ries and Laura Ries, pag 12